# Shin Hyun-soo
Shin Hyun-soo (hangul: 신현수, RR: Sin Hyeon-su) es un actor surcoreano.

## Biografía
Estudió en el "Dong Seoul University" en el departamento de actuación.
En diciembre de 2017 se confirmó que estaba saliendo con la actriz Jo Woo-ri, sin embargo la relación terminó en abril del 2018.

## Carrera
Es miembro de la agencia King Kong by Starship. Previamente fue miembro de las agencias Will Entertainment. y Madin Entertainment.
En julio de 2016 se unió al elenco principal de la serie Age of Youth (también conocida como "Hello, My Twenties!") donde dio vida a Yoon Jong-yeol, el novio de Eun-jae (Park Hye-su / Ji Woo). En agosto de 2017 se unió al elenco recurrente de la segunda temporada de la serie titulada Age of Youth 2 donde volvió a dar vida a Jong-yeol.
En 2017 se unió al elenco recurrente de la serie The Emperor: Owner of the Mask donde interpretó a Lee Chung-woon, uno de los amigos del Príncipe Heredero Lee Sun (Yoo Seung-ho).
En septiembre del mismo año se unió al elenco recurrente de la serie My Golden Life donde interpretó a Seo Ji-ho, el hermano menor de Seo Ji-an (Shin Hye-sun), Seo Ji-tae (Lee Tae-sung), y el hermano adoptivo de Seo Ji-soo (Seo Eun-soo), hasta el final de la serie en marzo del 2018.
El 25 de marzo de 2019 se unió al elenco principal de la serie Welcome to Waikiki 2 (también conocida como "Laughter in Waikiki 2") donde interpreta a Kook Ki-bong, hasta ahora. Previamente en el 2018 apareció como invitado durante el episodio no.16 de la primera temporada de la serie donde interpretó al modelo Philip.

## Filmografía

### Series de televisión
| Año     | Título                                    | Personaje      | Notas                     | Ref.                 |
| ------- | ----------------------------------------- | -------------- | ------------------------- | -------------------- |
| 2015    | My Beautiful Bride                        | -              |                           |                      |
| 2015    | Remember: War of the Son                  | Bae Chul-joo   |                           |                      |
| 2016    | My Son-in-Law's Woman                     | -              |                           |                      |
| 2016    | Thumping Spike                            | Lee Han-sol    |                           |                      |
| 2016    | Age of Youth                              | Yoon Jong-yeol |                           |                      |
| 2016    | Thumping Spike 2                          | Lee Han-sol    |                           |                      |
| 2017    | Three Color Fantasy – The Universe's Star | Koo Se-joo     | 6 episodios               |                      |
| 2017    | The Emperor: Owner of the Mask            | Lee Chung-woon | 38 episodios              |                      |
| 2017    | Age of Youth 2                            | Yoon Jong-yeol |                           |                      |
| 2017-18 | My Golden Life                            | Seo Ji-ho      | 50 episodios              |                      |
| 2018    | Welcome to Waikiki                        | Philip         | Ep. 16                    |                      |
| 2018    | Twelve Nights                             | Hyun Oh        | 12 episodios              |                      |
| 2018    | The Time Left Between Us                  | Lee Hyun-soo   | Drama Special             | [ 9 ]                |
| 2019    | Welcome to Waikiki 2                      | Kook Ki-bong   | 16 episodios              |                      |
| 2020    | Mystic Pop-Up Bar                         | Kim Do-yeong   | Aparición especial, ep. 8 |                      |
| 2020    | The Reason Why I Can't Tell You           | Kim Ji-hoo     | Drama Special             |                      |
| 2021    | Bossam: Steal the Fate                    | Lee Dae-yeob   |                           | [ 10 ] [ 11 ] [ 12 ] |
| 2022    | Duty After School                         | Lee Chun-ho    |                           |                      |
| 2024    | Branding in Seongsu                       | CEO de XU      | Aparición especial        | [ 13 ]               |

### Películas
| Año  | Título         | Personaje | Notas |
| ---- | -------------- | --------- | ----- |
| 2018 | Winter's Night | -         |       |

### Teatro
| Año  | Obra            | Personaje    | Notas |
| ---- | --------------- | ------------ | ----- |
| 2014 | 상처 난 자리들  | Jung-woo     |       |
| 2016 | Wedding Fantasy | Kim Chul-soo |       |

## Premios y nominaciones
| Año  | Premio                | Categoría         | Trabajo        | Resultado |
| ---- | --------------------- | ----------------- | -------------- | --------- |
| 2016 | 1st Asia Artist Award | Rising Star Award | Age of Youth   | Ganó      |
| 2017 | 2nd Asia Artist Award | New Wave Award    | Age of Youth 2 | Ganó      |
| 2018 | 3rd Asia Artist Award | Focus Award       | -              | Ganó      |